# Cavia tschudii
Cavia tschudii е вид гризач от семейство Свинчета (Caviidae). Видът не е застрашен от изчезване.

## Разпространение и местообитание
Разпространен е в Аржентина, Боливия, Перу и Чили.
Обитава гористи местности, влажни места, планини, възвишения, ливади и плата.

## Описание
Теглото им е около 1 kg.
Продължителността им на живот е около 6,3 години. Популацията на вида е стабилна.